# 36 Pułk Piechoty (austro-węgierski)

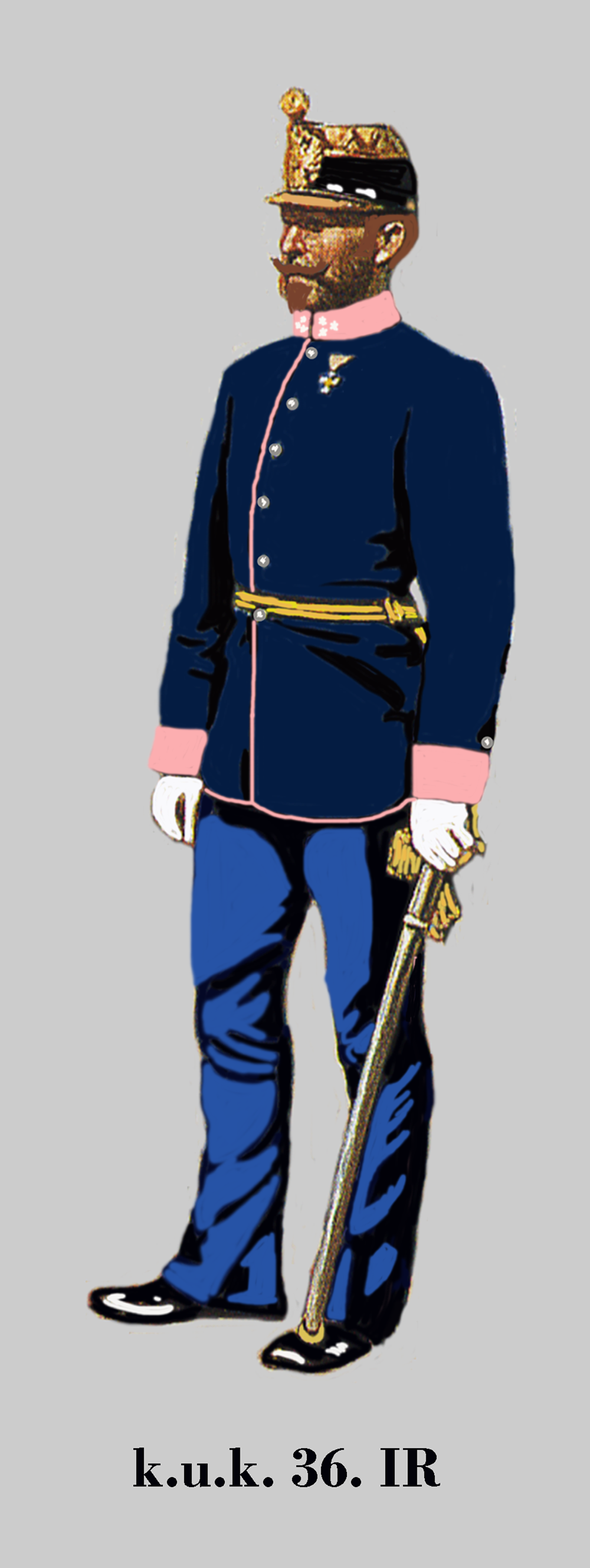
Kapitan IR. 36 w mundurze paradnym

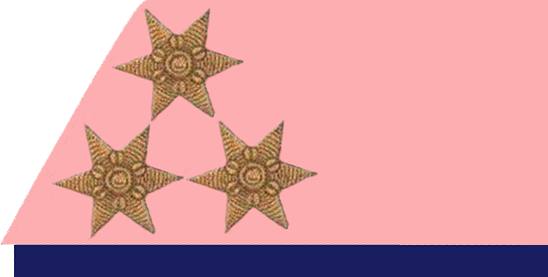
Oznaka stopnia kapitana IR. 36

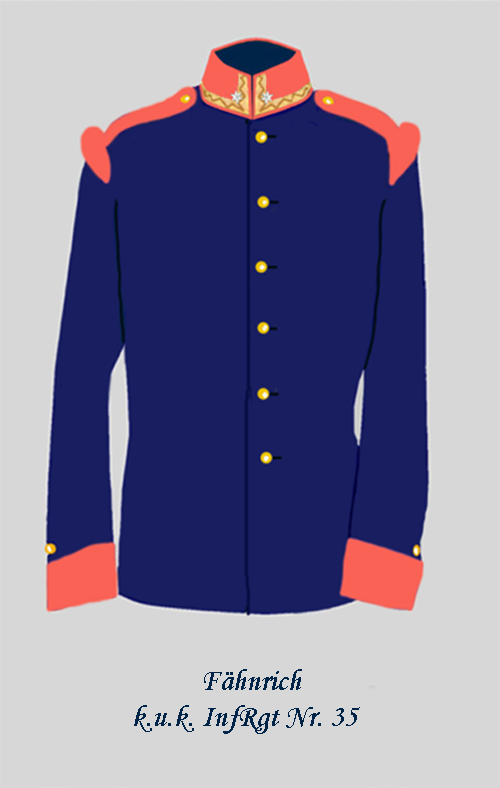
Kurtka munduru chorążego IR. 36

Czeski Pułk Piechoty Nr 36 (IR. 36) – pułk piechoty cesarskiej i królewskiej Armii.

## Historia pułku
Pułk został utworzony w 1683 roku. 
Okręg uzupełnień nr 36 Mladá Boleslav (niem. Jungbunzlau) na terytorium 9 Korpusu.
W 1888 roku pułk otrzymał „na wieczne czasy” imię marszałka polnego Maximiliana Ulyssesa Browne von Mountany und Camus. 
Swoje święto pułk obchodził 24 czerwca w rocznicę bitwy pod Custozą stoczonej w 1866 roku.
Kolory pułkowe: jasnoczerwony (blassrot), guziki srebrne.
W 1873 roku sztab pułku stacjonował w Pradze, a komenda rezerwowa i stacja okręgu uzupełnień w Mladej Boleslav.
W 1889 roku sztab pułku razem z 1. i 3. batalionem stacjonował w Terezinie (niem. Theresienstadt), 2. batalion w Mladej Boleslav, a 4. batalion w Libercu (niem. Reichenberg). Pułk wchodził w skład 58 Brygady Piechoty należącej do 29 Dywizji Piechoty. W 1891 roku 4. batalion został detaszowany do Hercegu Novi (wł. Castelnuovo) i włączony w skład 94 Brygady Piechoty. W następnym roku 4. batalion został przeniesiony do Crkvic pozostając w składzie 94 BP.
W 1893 roku sztab pułku razem z 1. i 2. batalionem został przeniesiony do Liberca (niem. Reichenberg), 3. batalion do Mladej Boleslav (niem. Jungbunzlau), a 4. batalion do Kotoru (wł. Cattaro). Zmiana dyslokacji nie zmieniła podporządkowania. Pułk nadal wchodził w skład 58 BP, a 4. batalion w skład 94 BP. W następnym roku 4. batalion został przeniesiony do Liberca. W 1895 roku 1. batalion został skierowany do Mladej Boleslav, a 3. batalion do Liberca. W 1896 roku 2. batalion został detaszowany do Avtovaca i podporządkowany komendantowi 3 Brygady Górskiej należącej do 18 Dywizji Piechoty.
W 1899 roku sztab pułku razem z 1. i 2. batalionem został przeniesiony do Twierdzy Josefov (niem. Josephstadt), 3. batalion do Hradec Králové (niem. Königgrätz), a 4. batalion do Mladej Boleslav (niem. Jungbunzlau). Cały pułk wchodził w skład 19 Brygady Piechoty w Josephstadt należącej do 10 Dywizji Piechoty.
W latach 1903–1907 komenda pułku razem z 1. i 2. batalionem stacjonowała w Twierdzy Josefov, 1. batalion w Avtovacu (obecnie w Bośni i Hercegowinie), a 4. batalion w Mladej Boleslav.
W latach 1910–1914 pułk (bez 4. batalionu) stacjonował na terytorium 14 Korpusu: komenda pułku razem z 1. i 3. batalionem w Bruneck (wł. Brunico), a 2. batalion w Niederdorf (wł. Villabassie). Pułk wchodził w skład 6 Brygady Górskiej należącej do 3 Dywizji Piechoty, a następnie w skład 122 Brygady Piechoty w Bruneck należącej do 8 Dywizji Piechoty. Czwarty batalion pozostawał w Mladej Boleslav i wchodził w skład 19 Brygady Piechoty w Josephstadt należącej do 10 Dywizji Piechoty.
Skład narodowościowy w 1914 roku 95% – Czesi.
W czasie I wojny światowej pułk walczył z Rosjanami w końcu 1914 i na początku 1915 roku w Galicji. Żołnierze pułku są pochowani m.in. na cmentarzach wojennych nr: 51 w Rotundzie, 58 w Przysłupie, 60 w Magurze, 167 w Ryglicach, 4 w Grabiu, 224 w Brzostku. 
Pułk został rozwiązany w lipcu 1915 roku z powodu tchórzostwa i dezercji będących w większości żołnierzami pułku Czechów.

## Szefowie pułku
Kolejnymi szefami pułku byli:
- FM Jakob von Leslie (1683 – †12 XII 1692),
- FML Philipp Erasmus von Liechtenstein (1692 – †13 I 1704),
- FZM Maximilian Ludwig von Regal (1704 – †13 VIII 1717),
- FZM Franz Anton Paul Wallis von Karighmain(inne języki) (1718 – †18 X 1737),
- FM Maximilian Ulysses Browne von Mountany und Camus(inne języki) (1737 – †26 VI 1757),
- GFWM(inne języki) Joseph Ulysses von Browne (1757 – †29 IV 1759),
- FML Johann Anton von Tillier(inne języki) (1759 – †21 II 1761),
- FM Johann von Kolowrat-Krakowsky(inne języki) (1801 – †5 VI 1816),
- FML Joseph Friedrich von Palombini(inne języki) (1817 –†25 IV 1850),
- FML Franz von Colloredo-Mannsfeld(inne języki) (1850 – †28 V 1852),
- FZM August von Degenfeld-Schonburg(inne języki) (1852 – †5 XII 1876),
- FZM Hieronymus Ziemięcki von Ziemięcin (1876 – †25 II 1906)[1].

## Żołnierze pułku
Komendanci pułku
- płk Friedrich Jung (1873[2])
- płk Oskar von Chmela (1889–1891 → komendant 40 Brygady Piechoty[14])
- płk Moriz Rostoczil (1891[14]–1896 → komendant Brygady Piechoty Obrony Krajowej Josephstadt[15])
- płk Alfred von Bružek (1896[15] – )
- płk Josef Temmel (1903–1905)
- płk Alexander Kunz (1906–1909)
- płk Otmar Panesch (1910)
- płk Otto Bartusch (1911–1912)
- płk Rudolf Müller (1913–1914 → Komenda 12 Brygady Piechoty)

Oficerowie
- płk Kazimierz Pomiankowski von Wiara komendant 3. batalionu (1896[15] – 1898 → komendant Czeskiego Pułku Piechoty Nr 94)